# Saint-Didier, Ille-et-Vilaine

Saint-Didier este o comună în departamentul Ille-et-Vilaine, Franța. În 1 ianuarie 2022 avea o populație de 2.030 de locuitori.